# 洲仔尾保寧宮

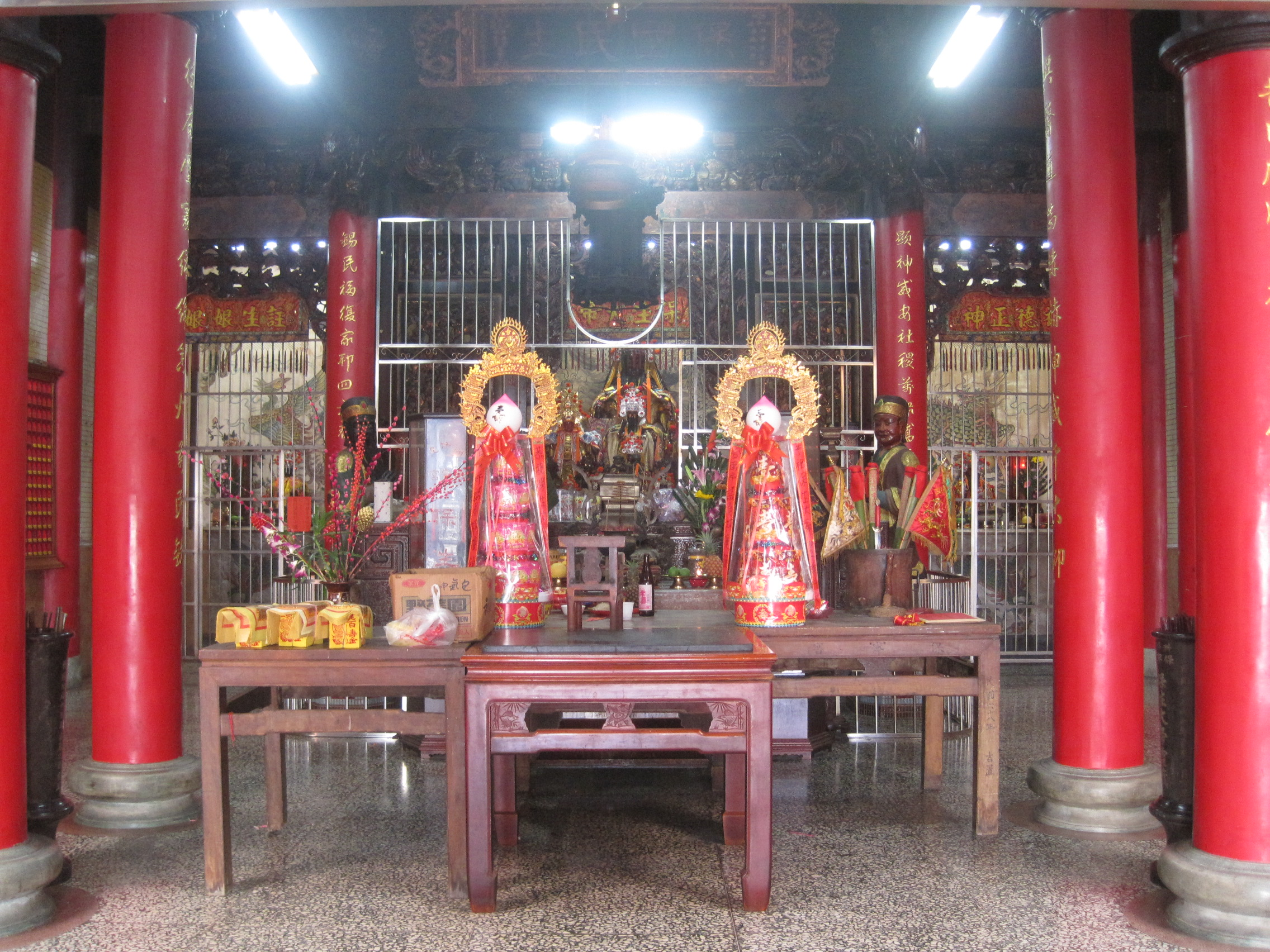
正殿

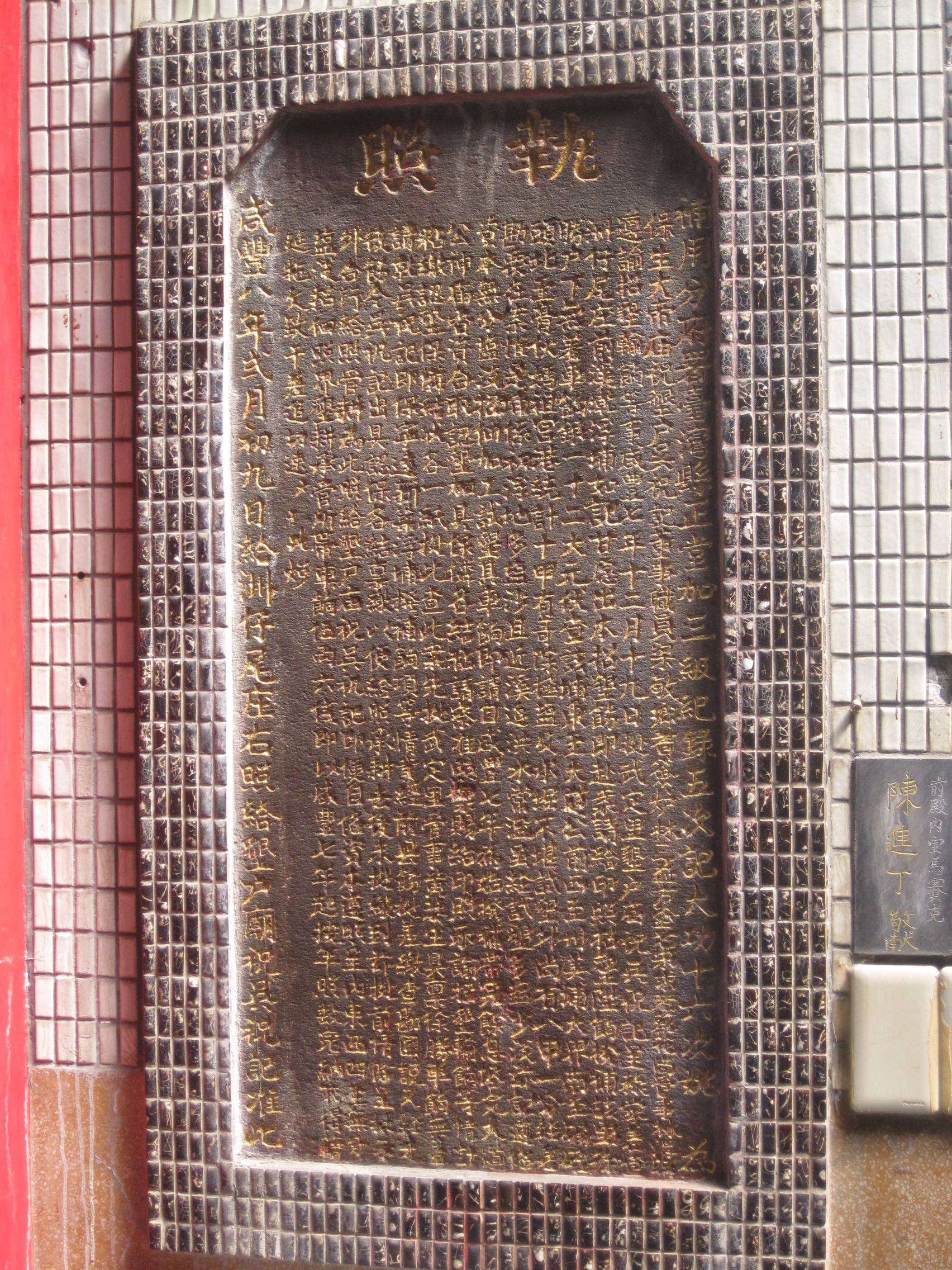
洲仔尾保寧宮執照碑

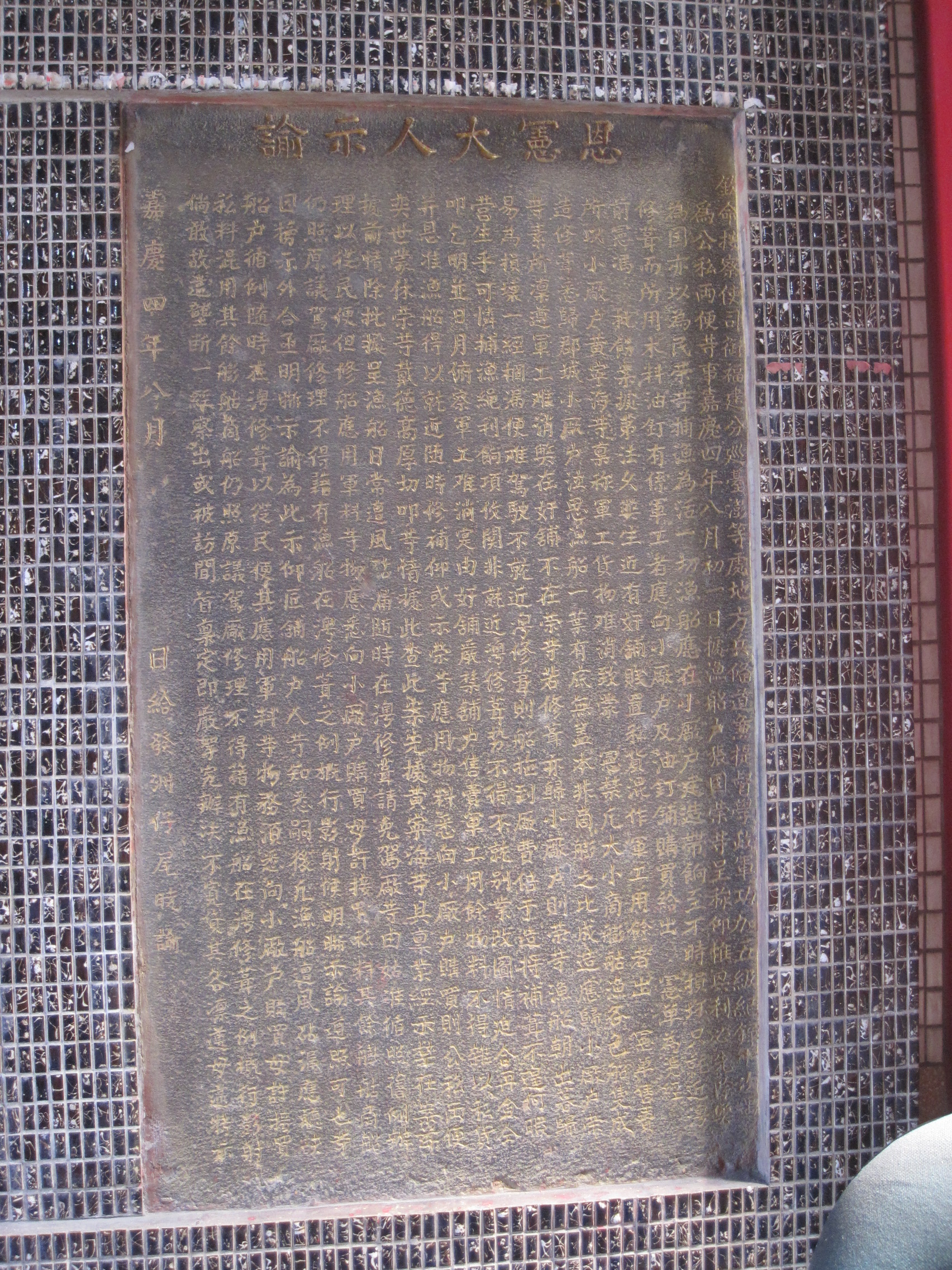
洲仔尾保寧宮恩憲大人示諭碑 (1799)

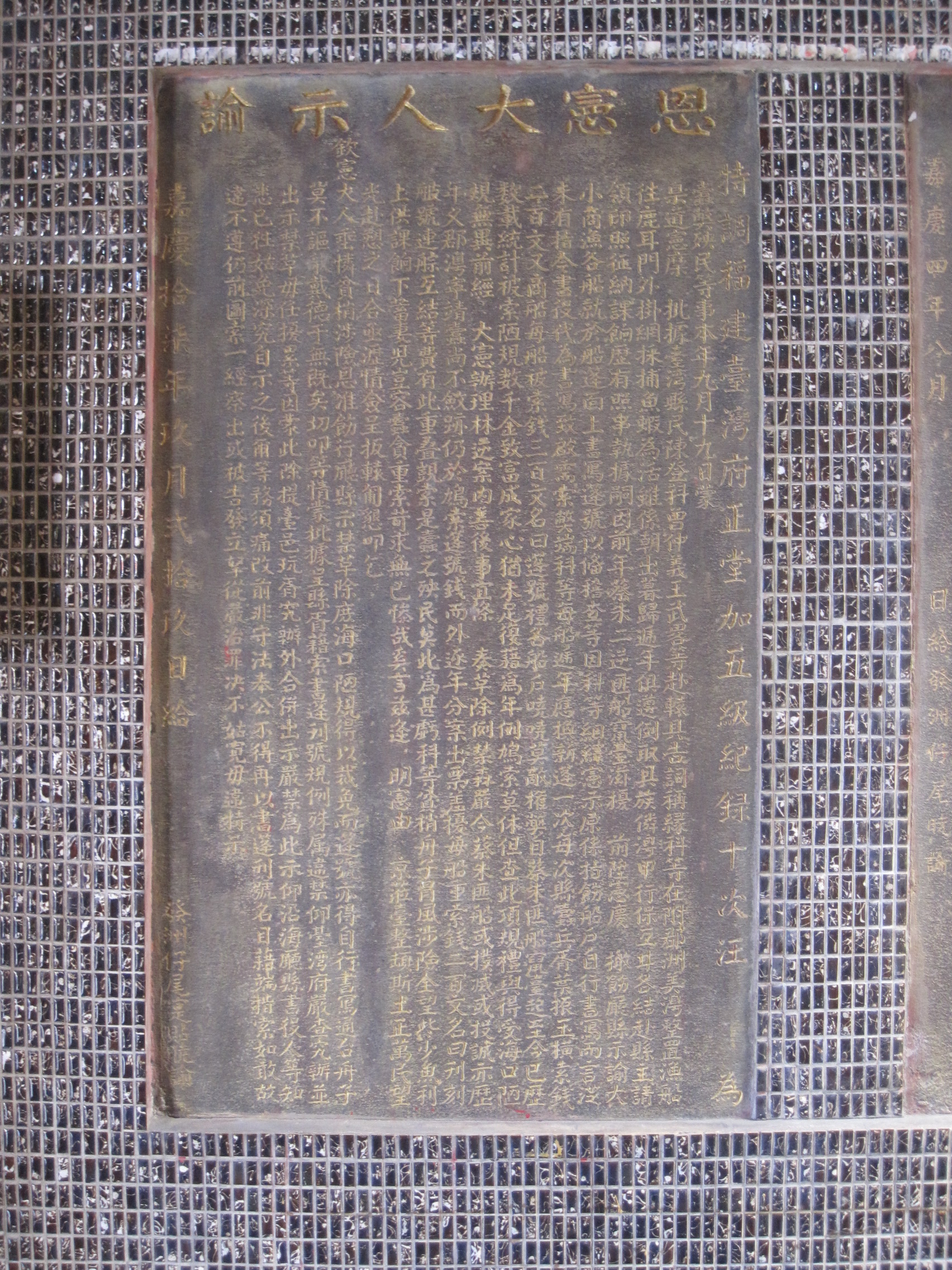
洲仔尾保寧宮恩憲大人示諭碑 (1812)

23°2′24.71″N 120°13′41.31″E / 23.0401972°N 120.2281417°E
洲仔尾保寧宮位於臺灣臺南市永康區洲仔尾，主祀保生大帝。廟中的保生大帝有大大帝、二大帝、三大帝，其中以二大帝的傳說最多。此外二大帝為金面，在2009年5月20日與安定保安宮的「紅面大帝」、學甲慈濟宮「黑面大帝」在安定保安宮舉行會香，相傳三尊神像均出自同一位雕刻師傅之手。

## 沿革
洲仔尾保寧宮據說建於明永曆十七年（1663年），《臺灣縣志》有載：「在武定里：真君廟，鄉人同建。廟後古榕一大株，蔭可數畝。」。此外據說廟中原有供奉觀音菩薩，但因為康熙年間洪水而流失，後來被六甲區的赤山龍湖巖拾得。又《臺南州祠廟名鑑》則記該廟創立於乾隆13年5月（1748年）。
保寧宮創建後，於乾隆元年（1736年）重修，並將廟名改為「保寧宮」。而後在乾隆十三年（1748年）再修。同治元年五月十一日（1862年6月7日）臺灣南部發生大地震，保寧宮遭到重創，當地信眾集資重建後，於同治四年（1865年）落成。
到了日治時期，保寧宮在大正十七年（1928年）經許祿、李青灰、林在德等人提倡下整修。到了皇民化運動時期，保寧宮也遭到波及，大大帝金身被日本人拿去焚燒，二大帝金身則被藏起來，用朱元帥代替，三大帝金身則被送到關仔嶺碧雲寺藏起來，戰後才迎回洲仔尾。
二次大戰後，保寧宮於民國卅六年（1946年）因地震遭到嚴重破壞，因當於聚落沒落，無力重建，二年後（1948年）才在林在定、翁玉龍、許逢源等人提倡下，利用舊廟建材重建，但規模已大不如前。之後在民國六十三年（1974年）再次重建，於民國六十五年（1976年）完工。而後又在民國七十八年（1989年）增建鐘鼓樓，民國八十四年（1995年）進行廟頂翻修工程。

## 祀神
保寧宮除供奉保生大帝外，還有配祀虎爺，另同祀中壇元帥、趙康二元帥、江胡二仙官、朱元帥、註生娘娘、福德正神。

## 傳說、軼聞
- 學甲廟，洲仔尾轎：據說保寧宮本來有一個做工精美的神轎，與學甲慈濟宮的葉王交趾陶齊名，但後來這座神轎在日治時期皇民化運動的時候被沒收燒毀[1][3]。
- 大大帝金身：洲仔尾保寧宮開基大大帝在皇民化運動時期被沒收焚毀，但有傳說大大帝的金身越燒越大尊，日本人不知如何處理，就將金身偷偷掩埋在洲仔尾北邊的北閘一帶[6]。而目前廟裡供奉的大大帝則是二次大戰後才重新雕刻的[6]。
- 朱元帥與二大帝：朱元帥據說是過去因為協助「十八串」串首平安返回洲仔尾[註 3]，才被串首供奉在家中[6]。皇民化運動時期，據說日人到保寧宮指名要交出軟身的二大帝神像，當地居民無奈將同樣是軟身的朱元帥神像交出[6][2]。而據說因為朱元帥代替二大帝受難，二大帝乃在1987年降駕指示朱元帥功不可沒，歷劫已滿，要居民重塑神像入祀保寧宮中[6]。
- 四月二十二，買無豆乾來作忌：傳說在道光元年四月十五日（1821年5月16日）有個養鴨的修行人趕著鴨子發現保寧宮所在地是雙龍搶珠穴，便想要讓保生大帝讓出此穴，雙方最後展開了七天七夜的鬥法[6]。結果保生大帝眼看保不住靈穴，乃用劍敗了此穴的地理，也令洲仔尾失去屏障[6]。次日也就是四月二十二日，洲仔尾人如往常到臺江內海捕蟶，結果有海嘯襲來，令居民死傷慘重，而洲仔尾也因而衰敗，此次災情又稱「白蟶仔報」[6]。日後倖存者在此日要祭祖時，因為所需的供品相當多，當天市場上的東西幾乎會全被買光連豆腐乾也沒買不到，因而有諺語「四月二十二，買無豆乾來作忌」[6]。此外在發生海嘯後，二大帝化身一蓑衣老翁，施法退去水患[6]。

而關於敗地理的故事有另一版本則說是古代洲仔尾有位養鴨人家發現洲仔尾有雙龍搶珠穴，交代子孫要將他葬在這風水寶地。保寧宮大道公得知後，認為養鴨人所選的墓地入葬時應該向前或向後三步，如此一來除能庇佑後代，也能餘蔭全庄。結果養家人的家族貪心想要佔有所有的福蔭，堅持葬在原處，大道公一氣之下就用寶劍敗了此穴。結果當下從地下噴出海砂，甚至湧出血水，整個洲仔尾雞不啼、狗不吠三個月。
又有一版本則是說有個養鴨小孩意外發現了一個雨傘穴，回家後跟母親日後去世要葬在此。結果幾天後小孩就意外去世，他母親便打算將小孩葬在此穴。保寧宮大道公得知後，指示說只要稍移數寸便能利己利人，但小孩的母親不肯，大道公生氣便命人用七星寶劍與黑狗血敗掉地理。
- 與媽祖鬥法：據說在府城迎媽祖[註 4]時，北港媽祖的鑾駕會在保寧宮休息[2]。某年農曆三月保寧宮二大帝交代如果看到天邊有烏雲來，就是祂神靈已到，屆時會附在乩童身上招待北港媽鑾駕[2]。結果這次北港媽的鑾駕比往年來得早到，乩童並對保寧宮的迎接陣頭操起五寶[2]。此時二大帝神靈未到，但保寧宮乩童為了面子仍硬上前與之比劃鬥法，結果在北港媽乩童將月眉斧往天上一丟時，保寧宮乩童竟用頭去接而劃出一道大傷口[2]。就在這時二大帝神靈方到，趕緊降駕並指示旁人作法試圖救乩童性命[2]。而北港媽則化身一老婦去乩童家報憂，乩童之妻趕緊前往探視[2]。但此時她正在坐月子（一說是月事來潮），在傳統習俗上視為不潔，一進到保寧宮內反而破了二大帝的法[2]。乩童逝世後，廟方為感念其犧牲而在廟宇龍邊為他立了「童乩墓」[2]。

又有一說與二大帝鬥法的並不是北港媽，而是鹽行天后宮的媽祖。